# Interférométrie par double polarisation
L'interférométrie par double polarisation (Dual Polarization Interferometry ou DPI) est une technique analytique permettant de détecter des éléments adsorbés à la surface d'un guide d'ondes, même si leur épaisseur est de l'ordre de la molécule. Elle utilise l'onde évanescente d'un rayon laser confiné dans le guide d'ondes. L'utilisation typique de la DPI est la mesure du changement conformationnel de protéines, ou d'autres biomolécules, au cours de leur fonctionnement (c'est-à-dire la relation conformation-activité).
L'appareil de DPI focalise la lumière issue du laser dans deux guides d'ondes. L'un d'eux a une surface exposée au phénomène étudié et sert de détecteur, tandis que l'autre sert de référence pour la comparaison des deux rayons. Un motif d'interférence à deux dimensions est formé en combinant les rayons passant dans les deux guides d'ondes. La technique de DPI consiste à faire tourner l'angle de polarisation du laser, de façon à exciter alternativement deux modes de polarisation des guides d'ondes.
En mesurant l'interférogramme pour chacune des deux polarisations, on peut calculer à la fois l'épaisseur de la couche adsorbée et son indice de réfraction. Il est possible d'alterner les deux polarisations rapidement, ce qui permet une mesure quasiment en temps réel des réactions se produisant à la surface de la puce, en continu. Ces mesures donnent des informations sur les interactions moléculaires ayant lieu : l'épaisseur permet d'évaluer la taille des molécules, tandis que l'indice de réfraction permet d'évaluer la densité des repliements. La DPI permet donc d’identifier des interactions biochimiques en quantifiant les changements conformationnels pendant que l'on mesure la vitesse de réaction, les niveaux d'affinité et les valeurs thermodynamiques.
Cette technique permet d'obtenir des résultats quantitatifs en temps réel, avec une fréquence de mesure pouvant atteindre 10 Hz, et une résolution spatiale de 0,01 nm.
En 2008, une nouvelle application de l'interférométrie à double polarisation a émergé, où l'on mesure cette fois la croissance des cristaux de protéines. En effet, lors des tout premiers stades de la nucléation des cristaux, la formation de cristal provoque l'extinction de la lumière passant dans le guide d'ondes. Des versions ultérieures de la DPI ont aussi la capacité de quantifier l'ordre ou la perturbation de films biréfringents fins. Cela a par exemple été utilisé pour étudier la formation de bicouches lipidiques et leurs interactions avec les protéines de membrane,. En décembre 2011, il a été annoncé que le système d'interféromètre ne serait plus produit, bien que les utilisateurs existants recevraient toujours un support jusqu'à décembre 2016. Une page de discussion a été ouverte en avril 2012 pour réunir les utilisateurs.